# Litopedia
El litopedion o litopedia (del griego λίθος "piedra" y παιδίον "niño") es una rara situación médica en mujeres embarazadas, que se da cuando ocurre un embarazo extrauterino o embarazo abdominal, en el que si este es asintomático o no se diagnostica el feto, comienza una etapa de petrificación. Este padecimiento ocurre en alrededor de 0.0045% de todas las gestaciones y se puede confundir con un tumor de ovario.
Aunque la incidencia del embarazo extrauterino ha ido en aumento, el informe de litopedion es cada vez menos frecuente gracias al descubrimiento precoz de los embarazos abdominales.

## Casos
Este padecimiento es tan raro que sólo se conoce a través de contadas referencias de viejos textos médicos. Un caso ocurrido en Haití es un ejemplo de estas situaciones. Hubo en el mes de mayo de 2012 con Zahra Aboutalib de Marruecos. También en Colombia se han presentado dos casos reportados. En junio de 2015, también se reportó un nuevo caso en Chile de una mujer de 92 años con un feto momificado de aproximadamente 50 años. En Brasil, una mujer diagnosticada a los 71 años con una litopedia por embarazo extrauterino. También en Brasil murió en 2024 una mujer de 81 años por una operación para extirpar un feto calcificado que tuvo por 30 años.